# Theater Tour
Theater Tour fue una gira musical de Within Temptation fue parte del Tour The Heart Of Everything. Esta fue la última gira del baterista Stephen van Haestregt.

## Lista de canciones
| Primera Etapa- |
| --- |
| 1. "Towards The End (Acústico)" 2. "Pale (Acústico)" 3. "Caged (Acústico)" 4. "Stand My Ground (Acústico)" 5. "Somewhere (Acústico)" 6. "The Cross (Acústico)" 7. "Frozen (Acústico)" 8. "All I Need (Acústico)" 9. "Jillian (I'd Give My Heart" 10. "Forgiven (Acústico)" 11. "Memories (Acústico)" 12. "Utopia (Acústico)" 13. "What Have You Done (Acústico)" 14. "Hand Of sorrow " 15. "Mother Earth " 16. "Our Solemn Hour" 17. "The Howling" 18. "The Truth Beneath The Rose" 19. "Ice Queen" |

## Conciertos
1. 03-04-2010 - Stadsschouwburg Middelburg, Middelburg, Países Bajos
2. 07-04-2010 - Twentse Schouwburg, Enschede, Países Bajos
3. 08-04-2010 - Philharmonie, Haarlem, Países Bajos
4. 09-04-2010 - Stadsschouwburg Sittard-Geleen, Sittard, Países Bajos
5. 11-04-2010 - De Oosterpoort, Groningen, Países Bajos
6. 12-04-2010 - Nieuwe Luxor Theater, Róterdam, Países Bajos
7. 13-04-2010 - Stadsschouwburg Orpheus, Apeldoorn, Países Bajos
8. 14-04-2010 - Theater Heerlen, Heerlen, Países Bajos
9. 16-04-2010 - Muziekcentrum Frits Philips, Eindhoven, Países Bajos
10. 17-04-2010 - Muziekcentrum Frits Philips, Eindhoven, Países Bajos
11. 18-04-2010 - Theater aan de Parade, 's-Hertogenbosch, Países Bajos
12. 20-04-2010 - Vredenburg, Leidsche Rijn, Utrecht, Países Bajos
13. 21-04-2010 - Stadsgehoorzaal Leiden, Leiden, Países Bajos
14. 23-04-2010 - Concertgebouw de Vereeniging, Nijmegen, Países Bajos
15. 24-04-2010 - Theater De Meenthe, Steenwijk, Países Bajos
16. 26-04-2010 - Koningklijk Theater Carré, Ámsterdam, Países Bajos
17. 28-04-2010 - Koningin Elisabethzaal, Antwerpen, Bélgica